# Puchar Polski w piłce siatkowej kobiet (1983/1984)
Puchar Polski w piłce siatkowej kobiet 1983/1984 – 27. sezon rozgrywek o siatkarski Puchar Polski, rozgrywany od 1932 roku.

## Klasyfikacja końcowa
| Miejsce | Drużyna         |
| ------- | --------------- |
| 1.      | Czarni Słupsk   |
| 2.      | Wisła Kraków    |
| 3.      | ŁKS Łódź        |
| 4.      | Gwardia Wrocław |